# Джоїоза-Йоніка
Джоїоза-Йоніка (італ. Gioiosa Ionica, сиц. A Gejusa) — муніципалітет в Італії, у регіоні Калабрія,  метрополійне місто Реджо-Калабрія‎.
Джоїоза-Йоніка розташована на відстані близько 520 км на південний схід від Рима, 70 км на південь від Катандзаро, 65 км на північний схід від Реджо-Калабрії.
Населення — 7149 осіб (2014).
Щорічний фестиваль відбувається 27 січня та останньої неділі серпня. Покровитель — святий Рох.

## Демографія
Населення за роками:

Станом на 1 січня 2023 року в муніципалітеті офіційно проживало 366 іноземців з 33 країн, серед них 112 громадян країн Євросоюзу та 16 громадян України.

## Сусідні муніципалітети
- Гроттерія
- Марина-ді-Джоїоза-Йоніка
- Мартоне
- Роччелла-Йоніка